# Pachyanthus mayarensis
Pachyanthus mayarensis är en tvåhjärtbladig växtart som beskrevs av Ignatz Urban. Pachyanthus mayarensis ingår i släktet Pachyanthus och familjen Melastomataceae. Inga underarter finns listade i Catalogue of Life.